# Radio Studio 54 Network
Radio Studio 54 Network, також відома як Radio 54 Network — італійська приватна радіостанція, розташована у Локрі, Калабрія. Станція у основному обслуговує регіони Калабрія, Сицилія та Апулія. Радіомовлення відбувається цілодобово як через приймачі, так і шляхом вебтрансляції.

## Історія
Станція була заснована у м. Локрі П'єтро Паретта та Франческо Масара та двома їх друзями 6 червня 1985 року. Офіси студії розташовані за адресою: 148 Віа дон Вітторіо, Локрі. Її слоган, «Il bello della musica è che quando ti colpisce non senti dolore», є перекладом знаменитої фрази Боба Марлі «Чим добра музика, так це тим, що, коли вона влучає у тебе, ти не відчуваєш болю».
У доповнення до трансляцій у прямому ефірі їх власного шоу Studio 54 LiveTour, станція також транслює інші регіональні та національні концерти у прямому ефірі, включаючи події на фестивалі Сан-Ремо.

## Розклад програм
- 54 News, інформаційна програма, щогодини з 7:00 до 21:00;
- Soundtracks — il cinema alla radio, о 8:40, 15:10 та 23:00;
- Promodisco, о 12:40, 17:40 та 19:40;
- History time з Луціано Прокопіо, о 13:30, 23:30 та 5:10:
- Area 54 — щодня о 14:30 та 21:30;
- Pezzi da 90 о 22:00;
- Rock Italia о 8:40, 9:45, 21:20 та 23:45;
- Italia in Prima Pagina, інформація і новини, з 6:00 по 10.00;
- Rock Collection, о 14:00 та 21:00;
- 54 Disco Hit, о 7:30, 13:00, 18:00 та 22:00;
- Rock a Mezzanotte, після 24.00.
- Action Parade, о 9.45 та 22.20.
- The Ultimate Ipod Collection, о 10.20 та 2.20.
- Edizione Limitata, о 20.40 та 3.40.
- Concerto Impossibile, а 3.20 та 20.40.
- Emozioni, з 23.30.
- Dejà vu, о 12.30.
- Celebrity, о 10.10 та 21.30.
- Storie, о 14.00 та 18.40.

## Команда
- Власник: Франческо Массара.
- Звукооператори: Джузеппе Ромео, Міммо Де Марко, П'єро Ф'юмано, Вінченцо Макрі
- Доповідачі: Луціано Прокопіо, Розелла Лафас, Енцо ДіК'єра, Маріка Торків'я, Деметріо Мальг'єрі, Франко Сициліано, Паоло Сія, Мара Рекікі
- Music Librarian: Даніела Панетта
- Звукопрограмісти: Франческо д'Огелло, Даніела Панетта[2]

## Studio 54 LiveTour
Studio 54 LiveTour — спектакль на відкритому повітрі, який регулярно проводиться з 2000 року. Шоу триває цілий день, у програмі якого зазначені спеціальні гості, музика, ігри та дискотека.

## Studio 54 Angels
«54 Angels» — це т.зв. «фронтові дівчата», які подорожують на джипах та кабріолетах. Спочатку використовувалися для підтримки подій на свіжому повітрі, але у 2010 році стали розважальною командою, яка також з'являється на подіях, не організованих Студією 54.

## Studio 54 Stargate
Studio 54 Stargate вміщають у себе основні заняття станції та живі трансляції. Це повністю споряджена мобільна радіо- та телестудія, яка складається з трьох одиниць: консоль для аудіо та відео та дві роздільні одиниці для виробництва, пост-продукції та мовлення аудіо та відео.